# Ejido Hueytamalco
Ejido Hueytamalco är en ort i Mexiko.   Den ligger i kommunen Hueytamalco och delstaten Puebla, i den sydöstra delen av landet, 200 km öster om huvudstaden Mexico City. Ejido Hueytamalco ligger 1 479 meter över havet och antalet invånare är 534.
Terrängen runt Ejido Hueytamalco är bergig. Runt Ejido Hueytamalco är det ganska tätbefolkat, med 160 invånare per kvadratkilometer. Närmaste större samhälle är Teziutlan, 8,0 km sydväst om Ejido Hueytamalco. I omgivningarna runt Ejido Hueytamalco växer i huvudsak städsegrön lövskog.